# Мансёнг
Мансёнг (mansǫngr) — скальдический жанр, находящий формальное выражение в драпе или отдельной висе, с изначально доминирующей магической приворотной функцией. Часто используется в более общем смысле выражения (или констатации) скальдом его чувства к женщине. Жанр был законодательно запрещен в Исландии, отчасти потому, что упоминание конкретной женщины могло навредить ее репутации, отчасти потому, что жанр связывался с колдовством. Причем запрещалось как создавать, так и распространять подобную поэзию. Это законодательное запрещение привело к тому, что от целого поэтического жанра осталось лишь две строфы Эгиля Скаллагримссона, которые буквально были названы мансенг. Согласно «Саге об Эгиле» Эгиль влюбился во вдову своего брата, а поскольку он не считал себя красавчиком, то был вынужден прибегнуть к колдовству.